# جون روجرز (لاعب هوكي جليد)
جون روجرز هو لاعب هوكي جليد كندي، ولد في 10 أبريل 1953 في Paradise Hill, Saskatchewan ‏ في كندا.

## وصلات خارجية
- جون روجرز على موقع دوري الهوكي الوطني (الإنجليزية)
- جون روجرز على موقع EliteProspects.com (الإنجليزية)
- جون روجرز على موقع HockeyDB.com (الإنجليزية)
- جون روجرز على موقع Hockey-Reference.com (الإنجليزية)